# كريستوف امشوت
كريستوف امشوت (4 ديسمبر 1980 في بلجيكا - ) هو لاعب كرة قدم بلجيكي في مركز الوسط. لعب مع فيلم تو تيلبورغ وكيه في ميخيلين وليرس وفيربرودرينغ دندر إندرخت هكلغام ‏ وبيفيرين وRoyal Cappellen F.C. ‏ وإينوسيس نيون باراليمني ‏.

## وصلات خارجية
- كريستوف امشوت على موقع قاعدة بيانات كرة القدم.إي يو (الإنجليزية)
- كريستوف امشوت على موقع Soccerway.com (الإنجليزية)